# Anolis notopholis
Anolis notopholis (лускатий аноліс) — вид ігуаноподібних ящірок родини анолісових (Dactyloidae). Ендемік Колумбії.

## Поширення і екологія
Лускаті аноліси мешкають на тихоокеанському узбережжі Колумбії, в департаментах Чоко, Вальє-дель-Каука і Рисаральда. Вони живуть у вологих рівнинних тропічних лісах.